# トゥイ (スペイン)

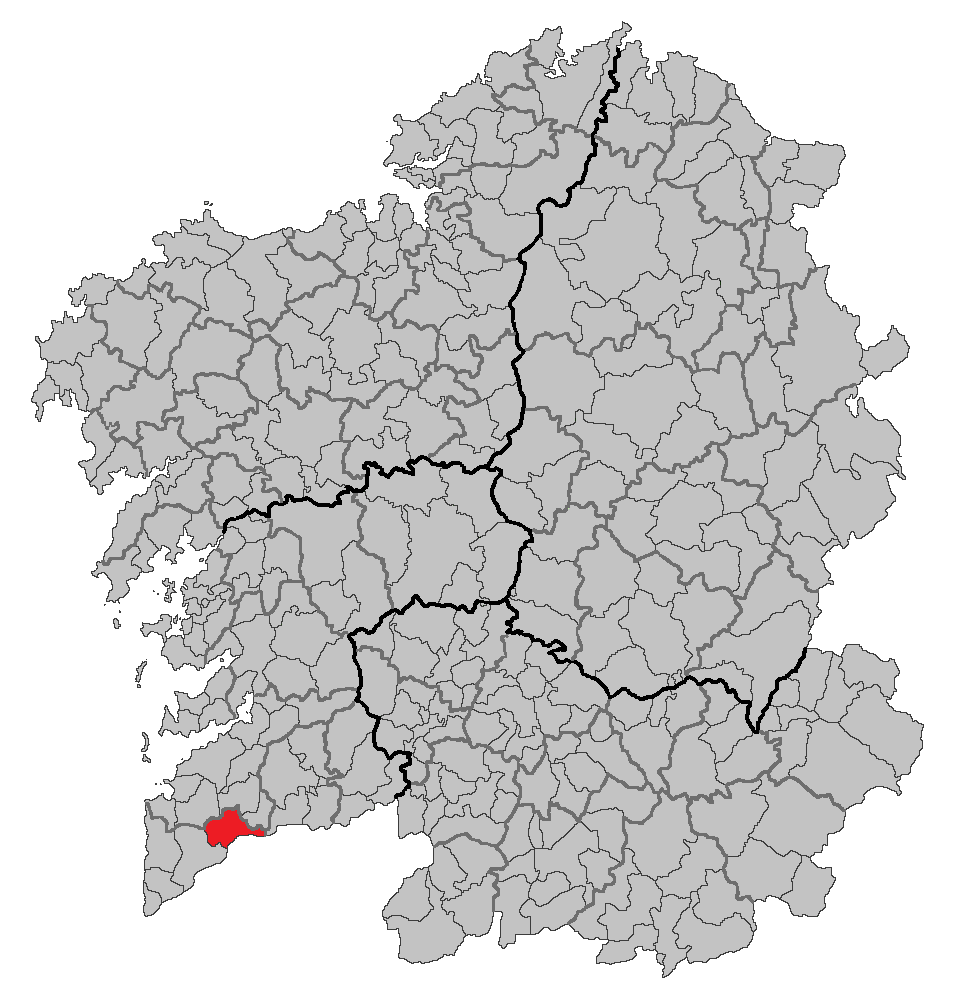

トゥイ（Tui）は、スペイン北西部ガリシア州ポンテベドラ県の都市で、コマルカ・ド・バイショ・ミーニョの中心自治体。1833年まで、ガリシア地方にあった7県のうちのひとつ、トゥイ県の県都でもあった。ガリシア統計局によると、2013年の人口は16,827人（2011年：17,236人、2010年：17,306人、2009年：17,262人、2007年：16,948人）。住民呼称は男女同形で、tudense。カスティーリャ語表記はTuy。
ガリシア語話者の自治体人口に占める割合は86.36％（2001年）。

## 地理
トゥイはポンテベドラ県の南西部に位置し、コマルカ・ド・バイショ・ミーニョに属する。北西がゴンドマール、北がオ・ポリーニョ、北東がサルセーダ・デ・カセーラス、南西がトミーニョの各自治体と隣接、また南東はミーニョ川をはさんでポルトガルと隣接している。自治体の中心地区はトゥイ教区のトゥイ地区。
トゥイはトゥイ司法管轄区に属し、同管轄区の中心自治体である。

### 人口
| トゥイの人口推移 1900－2010                             |
|                                                         |
| 出典:INE（スペイン国立統計局）1900年 - 1991年、1996年 - |

## 歴史

### 先史時代からローマ化時代
この地域に人が住み始めたのは先史時代からで、ビーゴへの高速道路建設中に，前期旧石器時代のものと推定される定住跡が発見されている。
ミーニョ川の渓谷は肥沃で、太古の時代からこの地域の定住者の食糧採集に適していたと考えられる。旧石器時代（2万2000年前）の遺跡がミーニョ川およびその支流のロウロ川の斜面の段丘に残されている。新石器時代（7000年前）のものとしては、カラスケイラの斧（パラモス教区）や巨石遺跡（アレアス教区のアンタ地区）などがある。6000年前には金属の加工が始まり、その時代の遺物として青銅の兜や、カルデラス・デ・トゥイ教区で発見された斧（トゥイ司教区美術館所蔵）やランドゥフェ教区のペトログリフなどがある。

## 政治
自治体首長はガリシア国民党（PPdeG）のモイセス・ロドリゲス・ペレス（Moisés Rodríguez Pérez）、自治体評議員は、ガリシア国民党：9、At.T.：3、ガリシア社会党（PSdeG-PSOE）：2、ガリシア民族主義ブロック（BNG）：2、C.XXI：1となっている（2011年5月22日の自治体選挙結果、得票順）。
| 1999年6月13日自治体選挙 |        |        |          |
| 政党                    | 得票数 | 得票率 | 獲得議席 |
| CPT                     | 4,428  | 44.26% | 8        |
| PPdeG                   | 3,309  | 33.08% | 6        |
| BNG                     | 1,064  | 10.64% | 2        |
| PSdeG-PSOE              | 913    | 9.13%  | 1        |
| PADE                    | 145    | 1.45%  | 0        |

| 2003年5月25日自治体選挙 |        |        |          |
| 政党                    | 得票数 | 得票率 | 獲得議席 |
| PPdeG                   | 5,191  | 50.43% | 9        |
| AT                      | 2,337  | 22.70% | 4        |
| BNG                     | 1,387  | 13.48% | 2        |
| PSdeG-PSOE              | 1,210  | 11.76% | 2        |

| 2007年5月27日自治体選挙 |        |        |          |
| 政党                    | 得票数 | 得票率 | 獲得議席 |
| PPdeG                   | 4,014  | 37.29% | 7        |
| AT                      | 2,137  | 19.86% | 4        |
| BNG                     | 1,551  | 14.41% | 2        |
| T.U.I                   | 1,533  | 14.24% | 2        |
| PSdeG-PSOE              | 1,116  | 10.37% | 2        |
| U.C.TUI                 | 255    | 2.37%  | 0        |

| 2011年5月22日自治体選挙 |        |        |          |
| 政党                    | 得票数 | 得票率 | 獲得議席 |
| PPdeG                   | 4,552  | 44.53% | 9        |
| At.T.                   | 1,721  | 16.83% | 3        |
| PSdeG-PSOE              | 1,479  | 14.47% | 2        |
| BNG                     | 1,332  | 13.03% | 2        |
| C.XXI                   | 648    | 6.34%  | 1        |
| PGD                     | 324    | 3.17%  | 0        |

## 交通
交通の便は陸上、海上、航空とも恵まれた条件にある。ガリシア北部へは大西洋沿岸地帯を貫通している高速道路AP-9号線、国道N-550号線、南へは高速道路によってポルトガルのポルトとつながっている。鉄道の駅は2つあり、中央駅はビーゴと、そして国際橋を経てポルトガルとつながっている。もうひとつのギジャレイ駅はマドリードのチャマルティン駅とつなぐタルゴのポンテベドラ県最後の停車駅となっている。また、国際線も発着するビーゴ空港へは25kmの距離である。また、ミーニョ川はトゥイまでは航行可能である。

## 名所・史跡

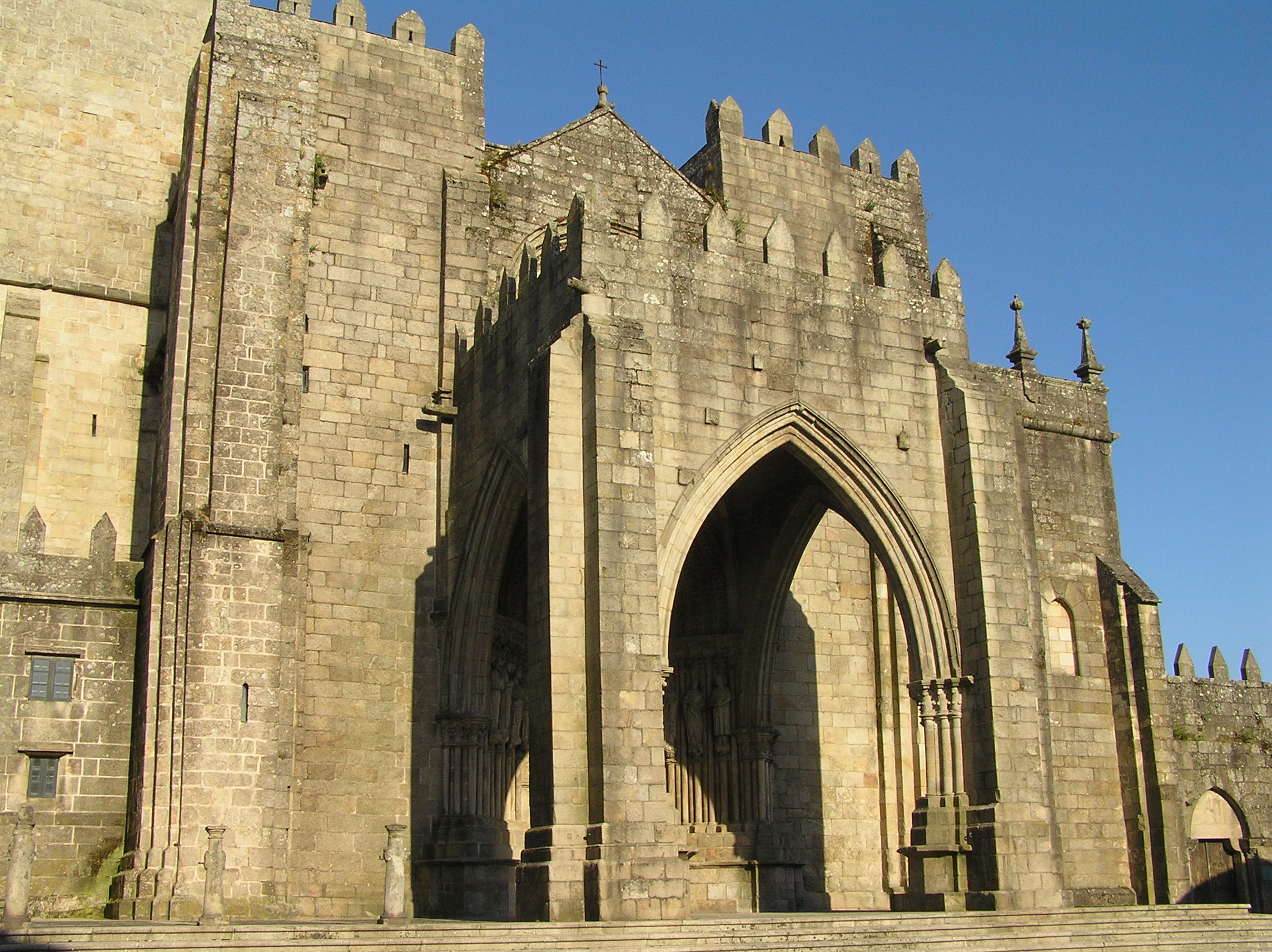
トゥイの大聖堂

トゥイにある建築物で、際立っているものはカテドラル（大聖堂）で、その建築様式はロマネスクとゴシックで、1120年に建造が始まった。特に西側の門（ポルターダ）は見事で、1225年前後に建てられたもので、イベリア半島で最初のゴシック建築である。
- トゥイ大聖堂（Catedral de Santa María de Tui）
- サン・テルモ教会
- サント・ドミンゴ修道院

## 教区
トゥイは12の教区に分けられる。太字は自治体中心地区のある教区。
- アレアス（サンタ・マリーニャ）
- バルドランス（サンティアーゴ）
- カルデーラス・デ・トゥイ（サン・マルティーニョ）
- ギジャレイ（サン・マメーデ）
- マルバス（サンティアーゴ）
- パラーモス（サン・ショアン）
- パソス・デ・レイス（オ・サグラリオ）
- ペシェゲイロ（サン・ミゲル）
- ランドゥーフェ（サンタ・マリーア・ダ・ギア）
- レボルダンス（サン・バルトロメウ）
- リバデロウロ（サンタ・コンバ）
- トゥイ（オ・サグラリオ）